# Lingua sami meridionale
La lingua sami meridionale (åarjelsaemien gïele) è una lingua sami parlata in Norvegia e Svezia.

## Distribuzione geografica
Secondo l'edizione 2009 di Ethnologue, nel 1995 si contavano 600 locutori di sami meridionale, equamente ripartiti tra Norvegia, nella contea del Nordland, e Svezia, nelle province di Dalarna, Härjedalen, Lapponia svedese e Jämtland.

## Classificazione
Fa parte delle lingue sami occidentali.

## Sistema di scrittura
Per la scrittura viene utilizzato l'alfabeto latino ed è così composto: Aa Bb Dd Ee Ff Gg Hh Ii Ïï Jj Kk Ll Mm Nn Oo Pp Rr Ss Tt Uu Vv Yy Ææ/Ää Øø/Öö Åå; le lettere æ e ø vengono utilizzate in Norvegia, mentre le lettere ä e ö vengono utilizzate in Svezia. Le lettere Cc Qq Ww Xx Zz si utilizzano solo nelle parole di origine straniera.